# Versailles (město ve Francii)
Versailles je město v západní části metropolitní oblasti Paříže ve Francii v departmentu Yvelines a regionu Île-de-France, světově proslulé svým stejnojmenným zámkem a parkem, zapsanými na seznamu UNESCO. Od centra Paříže je vzdáleno 17,1 km. Jedná se o luxusní a prosperující část pařížské aglomerace a důležité administrativní a soudní centrum.

## Geografie
Sousední obce: Vaucresson, Marnes-la-Coquette, Ville-d'Avray, Viroflay, Vélizy-Villacoublay, Jouy-en-Josas, Buc, Guyancourt, Saint-Cyr-l'École, Bailly, Rocquencourt a Le Chesnay.

## Dějiny
Versailles bylo založeno v 11. století, ale nezbylo z něj prakticky nic – vše bylo zničeno a rozebráno za účelem nové plánované zástavby z vůle krále.
V roce 1038 je uváděn[kde?] název Versalliis, v roce 1075 Versalias, 1308 Versaliae a od roku 1370 Versailles.
Na začátku 17. století si zde Ludvík XIII. postavil malý lovecký zámeček. Jeho syn Ludvík XIV. se roku 1668 rozhodl na místě postavit svou královskou rezidenci Versailles, která se stala symbolem jeho vlády i absolutistické moci, která se zde soustředila mezi lety 1682 a 1789, tedy do vypuknutí Velké francouzské revoluce. Poté, co Versailles ztratilo statut královského města, stalo se hlavním městem departmentu Seine-et-Oise (1790) a následně pak Yvelines (1968). Dne 29. listopadu 1801 zde byla zřízena versailleská diecéze. Vláda, poslanci a senátoři se i nadále scházejí na kongresu ve Versailles, má-li být pozměněna francouzská ústava.
Okolo zámku postupně začalo vznikat město, které se údajně stalo se svým územním plánem inspirací pro Washington. Dnes město bohatne zejména díky službám a turismu. Sídlí zde také univerzita Université Versailles-Saint-Quentin (UVSQ).
Ve Versailles se nacházejí dvě budovy, významné pro Velkou francouzskou revoluci. Do sálu Hôtel des Menus Plaisirs svolal Ludvík XVI. v roce 1789 zasedání generálních stavů. Poté, co král, nespokojený s vývojem situace, nechal sál uzavřít, přemístili se zástupci třetího stavu do blízké Míčovny (Salle du Jeu de paume), kde  společně s proreformními zástupci šlechty a duchovenstva dne 20. června 1789 složili přísahu, že se nerozejdou, dokud nepřipraví pro Francii ústavu. V Hôtel des Menus Plaisirs byla poté 26. srpna 1789 vyhlášena Ústavodárným shromážděním Deklarace práv člověka a občana.
1. července 1815 blízko Versailles proběhla bitva mezi Prusy a Francouzi.
Jiné významné události, spojené s Versailles, se odehrávaly převážně na zámku Versailles. Tam byly podepsány dvě smlouvy zvané Versailleské: v roce 1783 smlouva, která ukončila válku mezi Velkou Británií a spojenci amerických kolonií (smlouva související s Pařížskou smlouvou, ukončující americkou válku za nezávislost), 28. června 1919 pak mírová smlouva, která znamenala oficiální ukončení první světové války.

## Doprava
Město je spojeno s centrem Paříže linkou příměstské železnice RER C, také zde probíhá železniční trať spravovaná společností SNCF.
Město protíná také několik cyklostezek v celkové délce 65 km. Cyklistům přejí i zóny s maximální povolenou rychlostí 30 km/hod.

## Vzdělání
- Univerzita Versailles Saint Quentin en Yvelines

## Vývoj počtu obyvatel
Podle sčítání v roce 2012 je počet obyvatel města 85 424, což je oproti maximálnímu počtu 94 145 obyvatel z roku 1975 pokles.
Počet obyvatel

## Osobnosti města
- Filip V. Španělský (1683–1746), španělský král, druhý syn Grand Dauphina
- François Quesnay (1694 – 1774), ekonom a lékař
- Ludvík XV. (1710–1774), francouzský král
- Jean-Antoine Houdon (1741–1828), sochař období klasicismu
- Louis Berthier (1753–1815), slavný napoleonský velitel, maršál Francie, kníže z Neuchâtelu, kníže z Wagramu a vévoda z Valanginu
- Ludvík XVI. (1754–1793), francouzský král
- Ludvík XVIII. (1755–1824), francouzský král
- Karel X. (1757–1836), francouzský král
- Marie Terezie Bourbonská (1778–1851), Madame Royale, vévodkyně z Angoulême, dcera francouzského krále Ludvíka XVI. a Marie Antoinetty
- Gaspard Gourgaud (1783–1852), napoleonský generál
- Ludvík XVII. Francouzský (1785–1795), francouzský král
- Stéphanie de Beauharnais (1789–1860), adoptivní dcera Napoleona Bonaparte a velkovévodkyně bádenské
- Ferdinand Lesseps (1805–1894), diplomat a podnikatel, budovatel suezského průplavu
- François Achille Bazaine (1811–1888), maršál
- Jules Antoine Lissajous (1822–1880), matematik
- Jacques Hadamard (1865–1963), matematik
- Jean-François Lyotard (1924–1998), filosof
- Stéphane Audranová (* 1932), herečka
- Julie Halardová-Decugisová (* 1970), bývalá tenistka
- Nicolas Anelka (* 1979), fotbalista

## Partnerská města
- Canberra, Austrálie
- Gießen, Německo
- Kjongdžu, Jižní Korea
- Nara, Japonsko
- Puškin, Rusko
- Tchaj-pej, Tchaj-wan
- Postupim, Německo